# 磐光ホテル
磐光ホテル（ばんこうホテル）は、福島県郡山市熱海町の磐梯熱海温泉にかつて存在したホテルである。1969年（昭和44年）2月5日に発生した火災事故は、典型的なホテル火災の事例として知られている。

## 沿革
磐光ホテルは、磐梯観光株式会社（本社:東京都中央区日本橋蛎殻町）という会社が経営していた。同社は元来は不動産会社であり、裏磐梯五色沼周辺を開発し別荘地として分譲していたが、1963年頃に国鉄（現・JR東日本）磐越西線磐梯熱海駅から東に100mほどの街外れにあった旅館を買収してホテル経営に乗り出した。1965年にホテル本館（鉄筋コンクリート4階建て）が完成、その後新館・別館などが次々に建設され、1968年5月には演芸娯楽施設や食堂などを擁するレジャー施設磐光パラダイス（鉄筋コンクリート3階建て）、同年9月にはホテルニュー磐光が隣接地に落成した。同社はここまでの段階で当時で約10億円規模の資本を投入し、その結果、客室220室・収容可能人数1,300人の豪華ホテルが誕生した。
磐光パラダイスは、キャバレー・温水プール・映画館・こどもの楽園などを一体化し、地方としては当時珍しかった大型総合レジャー施設に加えてヌーディストクラブをはじめとしたユニークなショーを売り物としており、週刊誌等のマスメディアでしばしば話題となっていた。また、東日本を中心にテレビCMも頻繁に放送されていた。

## 火災
1969年（昭和44年）2月5日21時10分頃、ホテル1階の大広間において、当時の当ホテルの目玉イベントであった金粉ショーの小道具として用意されていたベンジンを浸した松明に石油ストーブの火が引火。初期消火の失敗や折からの強風、空気の乾燥、さらには内装に燃えやすい新建材を使用していたこと、また階段室に防火扉が設置されておらず、防火シャッターも作動しないなど、防火区画が実質的に皆無の状態であったことなどから、火はホテルと磐光パラダイスほか全体に燃え広がった。
磐光パラダイスのショーは、本来はパラダイス3階のホールで行われる予定であったが、当日は屋根が一部壊れていたため、急遽ホテル1階の大宴会場が使用された。アイヌショー、サルの曲芸が終わり、歌手の小高林太郎によるステージが始まった。
その頃、隣接する大広間の舞台裏では、続いて行われる金粉ショーの舞踊団「セブンスター」がショーの準備をしていた。舞踊師の1人がベンジンを浸した松明を石油ストーブのそばに無造作に置いたところ引火。舞踊師たちは慌ててショーでの消火方法と同じように口で吹き消そうとしたが、却って火勢は拡大し、舞台の緞帳に燃え移って一気に燃え広がった。火が大広間側から見えないように中幕を降ろして隠し、消火器などによる消火を始めたが、既にその段階では手をつけられない状態となっていた。異変に気づいた小高が火を発見し「火事だ!」と叫んだため、大広間にいた客はパニック状態となり、一斉に避難しようとしたが、非常口が施錠されていたうえ、ほどなくして全館が停電となったため避難は困難を極めた。
郡山市消防署は第三出動指令を出し、郡山市内をはじめ隣接市町村の消防署からはしご車1台、ポンプ車12台、救急車2台を出動させた。しかし、凍結路面や吹雪に妨げられて現場への到着に手間取り、その後も悪天候に加え、渇水期のためもあって水の出が悪く、消火は難航。放水した水も吹雪に巻き上げられて目標に命中できなかったうえ、逆に凍って消防隊員のほうに降り掛かってくるなど悪条件が重なり、消防効果をほとんど得ることが出来ず、なすすべもなく燃えるに任せざるを得ない状態となった。結果として建物はほぼ燃え尽き、一部は崩落するに至った。
当夜の宿泊客は、茨城県日立市の松下電器（現:パナソニック）系列の販売会社に招待された団体客169人および国鉄石巻線佳景山駅と日本交通公社（現：JTB）石巻営業所共催企画の団体客48人となっており、そのほか他ホテルからのショー見物客など78人を合わせ、火災発生時点で従業員以外の顧客が計295人存在していた。大部分の客は従業員の誘導により避難出来たが、逃げ遅れた客はホテル南側1階階段下の売店付近や、パラダイスの非常口付近で固まって一部は黒焦げの焼死体となって発見された。また、相次ぐ停電のため火災報知器のスイッチが切られていたこともあり、客室で寝ていて気づかず死亡した者もいた。さらには、新建材が発する有毒ガスによって窒息死した者もいた。
翌日の2月6日3時30分頃に鎮火。最終的には、死者31人、負傷者41人、焼損面積15,511m2という大惨事となった。多くの死傷者を出した原因として、増改築等によって内部構造が複雑になっていたこと、火災報知器が鳴らない状態になっていたこと、非常口が開かない状態になっていたことなどが挙げられる。これについては当時のホテル総務課長に対し、禁固2年・執行猶予2年の有罪判決が下されている。また、松明を石油ストーブのそばに置いた29歳の舞踊師が重失火と重過失致死傷容疑で逮捕されたが、舞踊師については1975年9月4日、福島地裁郡山支部において無罪判決が下り、確定している。
なお、土田麦僊の作による『春の歌』『三人の舞妓』などが当ホテルに展示されていたが、この火災で焼失している。この他にも、小倉遊亀作の裸婦像が焼失している。

## 火災発生後
ホテルは全て取り壊され、名古屋鉄道（名鉄）により買収されたうえで「磐梯グランドホテル」として再建し、火元となり焼け落ちた磐光パラダイスと併せて1971年4月23日に営業を開始した。しかし、名鉄の経営リストラ策として2000年1月31日に閉館し、各施設は取り壊されて更地となった。跡地は長らく更地のままであったが、2018年（平成30年）に熱海町駅前市有地整備事業により複合施設「ほっとあたみ」が建設された。